# هوروش
هوروش، شناخته‌شده با نام هوروش بَند، یک گروه موسیقی ایرانی در سبک پاپ است. گروه هوروش از بهمن‌ماه ۱۳۹۵ فعالیت خود را در حوزهٔ موسیقی آغاز کرد . در ادامه مسعود جهانی از این گروه جداشد و مهدی دارابی به صورت تک نفره در این گروه است.
نخستین قطعهٔ رسمی هوروش بند با نام «یاد تو می‌افتم» منتشر شد با استقبال خوبی مواجه شد.
نخستین کنسرت هوروش ۲ شهریور ۱۳۹۶ در جزیرهٔ کیش برگزار شد و پس از آن با اجرای هشت سانس کنسرت در تهران توسط شرکت آواسازان ققنوس و تهیه کنندگی محمد حسین توتونچیان، خود را به‌عنوان یک گروه موفق به مخاطبان شناساند.
از جمله معروفترین قطعات این گروه می‌توان به «آخر منو به باد داد»، «به کی پُز می‌دی»، «ماه دلم»، «خنک شد دلت»، «فاصله نه»، «ماه‌پیشونی»، «عاشقم کردی» و «چه حالی میشی» اشاره کرد که تمام این قطعات را مسیح و آرش، حمید فریزند، شاهین شیخی و مهدی دارابی ساخته‌اند.
در پنجمین جشن سالانهٔ موسیقی ما با شعار «جشن همدلی اهالی موسیقی ایران» برج میلاد، ترانهٔ «ماه‌پیشونی» گروه هوروش به‌عنوان قطعهٔ برگزیدهٔ موسیقی پاپ انتخاب شد.

## ترانه‌شناسی
| تاریخ انتشار     | نام آهنگ                      | ترانه سرا                           | آهنگساز                   | تنظیم کننده          |
| ---------------- | ----------------------------- | ----------------------------------- | ------------------------- | -------------------- |
| ۲۴ بهمن ۱۳۹۵     | یاد تو می افتم                | آرش عدل پرور                        | مسعود جهانی               | مسعود جهانی          |
| ۲۴ فروردین ۱۳۹۶  | مجنون                         | آرش عدل پرور                        | آرش عدل پرور              | مسعود جهانی          |
| ۱۱ اردیبهشت ۱۳۹۶ | آخر منو به باد داد            | مهدی دارابی                         | مهدی دارابی               | مسعود جهانی          |
| ۱۰ خرداد ۱۳۹۶    | به کی پز میدی                 | آرش عدل پرور                        | آرش عدل پرور              | مسعود جهانی          |
| ۷ تیر ۱۳۹۶       | ماه دلم                       | آرش عدل پرور                        | آرش عدل پرور              | مسعود جهانی          |
| ۱۶ تیر ۱۳۹۶      | عاشقم                         | مسیح عدل پرور                       | مسیح عدل پرور             | مسعود جهانی          |
| ۱۲ مرداد ۱۳۹۶    | خنک شد دلت                    | مسیح عدل پرور                       | مسیح عدل پرور             | مسعود جهانی          |
| ۳۰ مرداد ۱۳۹۶    | فاصله نه                      | حمید فریزند                         | مهدی دارابی               | مسعود جهانی          |
| ۱۹ مهر ۱۳۹۶      | خالیه جای تو                  | آرش عدل پرور                        | آرش عدل پرور              | مسعود جهانی          |
| ۲۶ مهر ۱۳۹۶      | تویی دوا                      | آرش عدل پرور                        | مهدی دارابی               | مسعود جهانی          |
| ۷ آذر ۱۳۹۶       | مثل ماه باش                   | حمید فریزند                         | مهدی دارابی               | مسعود جهانی          |
| ۲۹ دی ۱۳۹۶       | لیلی بی عشق                   | مهدی دارابی                         | مهدی دارابی               | مسعود جهانی          |
| ۱۷ اسفند ۱۳۹۶    | ماه پیشونی                    | مهدی دارابی                         | مهدی دارابی               | مسعود جهانی          |
| ۱۴ فروردین ۱۳۹۷  | این قرارمون نبود              | مهدی دارابی                         | مهدی دارابی               | مسعود جهانی          |
| ۳ خرداد ۱۳۹۷     | یه اشتباه                     | مهدی دارابی                         | مهدی دارابی               | مسعود جهانی          |
| ۲۹ تیر ۱۳۹۷      | عوض کردی                      | آرش عدل پرور                        | آرش عدل پرور              | سعید شمس             |
| ۲۱ مرداد ۱۳۹۷    | خستم                          | مهدی دارابی                         | مهدی دارابی               | مسعود جهانی          |
| ۲۳ مهر ۱۳۹۷      | مرا دیوانه کردی               | مهدی دارابی                         | مهدی دارابی               | مسعود جهانی          |
| ۸ آذر ۱۳۹۷       | ترکم نکنیا                    | آرش عدل پرور                        | آرش عدل پرور              | مسعود جهانی          |
| ۱۲ آذر ۱۳۹۷      | عاشقم کردی                    | حمید فریزند                         | حمید فریزند               | مسعود جهانی          |
| ۱۸ اسفند ۱۳۹۷    | آهای                          | آرش عدل پرور                        | آرش عدل پرور              | مسعود جهانی          |
| ۲۰ فروردین ۱۳۹۸  | دلم پریشونه                   | هادی زینتی                          | مهدی دارابی               | مسعود جهانی          |
| ۱۳ خرداد ۱۳۹۸    | ادامه میدمت                   | آصف آریا                            | آصف آریا                  | مسعود جهانی          |
| ۱ تیر ۱۳۹۸       | شب های نیلوفری                | مریم زاهدی                          | منصور فرهادیان            | علی بیات             |
| ۲۱ آبان ۱۳۹۸     | چه حالی میشی                  | شاهین شیخی                          | شاهین شیخی                | علی تیرداد           |
| ۳۰ دی ۱۳۹۸       | مثل ماهی                      | شاهین شیخی                          | شاهین شیخی                | علی تیرداد           |
| ۲۶ خرداد ۱۳۹۹    | نبین الان خستم                | شاهین شیخی                          | شاهین شیخی                | علی تیرداد           |
| ۲۶ آذر ۱۳۹۹      | تو مثه دریایی                 | مهدی منافی                          | مهدی منافی                | مجید ملوندی          |
| ۵ اسفند ۱۳۹۹     | شاید یه شب بارون              | شاهین شیخی                          | شاهین شیخی                | علی تیرداد           |
| ۲۶ آذر ۱۴۰۰      | زیر بارونا گمم                | مهدی دارابی و شاهین شیخی            | مهدی دارابی و شاهین شیخی  | علی تیرداد           |
| ۲۸ اسفند ۱۴۰۰    | دیشب پریشب                    | مهدی دارابی و آبتین حسینی           | مهدی دارابی و آبتین حسینی | حسن بابا             |
| ۶ اردیبهشت ۱۴۰۱  | دیگه نبینمت                   | مهدی دارابی                         | مهدی دارابی               | آرمیک                |
| ۲۵ بهمن ۱۴۰۱     | آدم دلتنگ                     | مهدی دارابی و شاهین شیخی و آصف آریا | مهدی دارابی               | مسعود جهانی          |
| ۲۳ تیر ۱۴۰۲      | با تو قشنگه                   | مهدی دارابی و آصف آریا              | مهدی دارابی و آصف آریا    | مسعود جهانی و رض بیت |
| ۲۲ آذر ۱۴۰۲      | یادم نرفته                    | مهدی دارابی و طاها یوسفی            | مهدی دارابی و طاها یوسفی  | علی بیات             |
| ۲ بهمن ۱۴۰۲      | کجا رفته بودی                 | هامین                               | هامین                     | مویان                |
| ۲۰ فروردین ۱۴۰۳  | هی                            | مهدی دارابی و شاهین شیخی و آصف آریا | مهدی دارابی               | مویان                |
| ۷ تیر ۱۴۰۳       | تابستون (همخوانی با آصف آریا) | آصف آریا                            | آصف آریا                  | مسعود جهانی          |
| ۶ مرداد ۱۴۰۳     | زخم کاری                      | شاهین شیخی                          | شاهین شیخی                | حبیب خزایی فر        |
| ۱۵ مهر ۱۴۰۳      | آسمون آبی                     | شاهین شیخی                          | مهدی دارابی               | سعید کوهستانی        |
| ۲۴ آبان ۱۴۰۳     | زیر بارونا گمم اجرای زنده     | مهدی دارابی و شاهین شیخی,           | مهدی دارابی و شاهین شیخی, | علی تیرداد           |